# Embajada de Filipinas en Chile
La Embajada de Filipinas en Chile es la máxima representación diplomática de la República de Filipinas en la República de Chile. Fue establecida en 1981, y su sede está situada en la comuna de Las Condes en el noreste de Santiago de Chile.

## Historia
Filipinas no tenía una misión diplomática residente en Chile al inicio de relaciones diplomáticas entre los dos países en 1947, la primera vez que Chile estableció relaciones con un país del Sudeste Asiático. Inicialmente la Embajada de Filipinas en Argentina, en aquel tiempo encabezado por Luis Moreno Salcedo, asumió el cargo de representar los intereses filipinos en el país aunque el diciembre de 1967 Chile estableció su embajada permanente en Filipinas.
Una misión diplomática filipina residente en Chile fue establecida en 1981 con el nombramiento de Rodolfo Arizala como embajador durante la presidencia de Ferdinand Marcos. Llegó a Chile el 21 de agosto de 1981 para asumir su cargo, con base temporal en una habitación del antiguo Hotel Carrera, que hoy en día alberga la sede del Ministerio de Relaciones Exteriores chileno, mientras buscando una sede permanente. Al principio de su cargo Arizala se encontró el gerente del hotel, un viejo general que jugaba en su juventud contra el baloncestista (y futuro senador de Filipinas) Ambrosio Padilla como parte de la selección chilena de baloncesto durante los Juegos Olímpicos de 1936 y luego fueron amigos. En conmemoración de esta relación le ofreció el hotel a Arizala como su residencia durante su mandato al precio muy rebajado.
En 2016 la Fundación Daya organizó una manifestación con otros grupos fuera de la embajada contra la guerra contra el narcotráfico en Filipinas y la política antidroga de la administración Duterte. Se organizó otra manifestación el próximo año como parte de su campaña global de reformar la política antidroga.